# Публий Корнелий Лентул Кавдин (претор)
Пу́блий Корне́лий Ле́нтул Кавди́н (лат. Publius Cornelius Lentulus Caudinus; умер после 188 года до н. э.) — римский военачальник и политический деятель из патрицианского рода Корнелиев, претор 203 года до н. э. Участник Второй Пунической войны.

## Биография
Публий Корнелий принадлежал к знатному и разветвлённому патрицианскому роду Корнелиев. Первый известный из источников носитель когномена Лентул был консулом в 327 году до н. э., и выяснить его связь с другими Корнелиями не представляется возможным. Публий Корнелий, не являясь потомком этого Лентула, был сыном консула 236 года до н. э. того же имени.
Первые упоминания о Публии Корнелии в сохранившихся источниках относятся к 210 году до н. э., когда он служил в армии Публия Корнелия Сципиона (впоследствии Африканского) в Испании. Лентул Кавдин участвовал во взятии Нового Карфагена и был арбитром в споре между легионерами и моряками о том, кто именно первым взошёл на крепостную стену во время штурма. В конце концов было принято компромиссное решение: и моряк, и солдат получили награды за то, что «одновременно взошли на стену».
В 209 году до н. э., по данным Ливия, некий Луций Корнелий Лентул Кавдин занимал должность курульного эдила совестно с Сервием Сульпицием Гальбой. В других источниках нобиль с таким именем не упоминается; соответственно возникла гипотеза, что Ливий ошибся в преномене и что речь идёт о Публии Корнелии, вернувшемся сразу после взятия Нового Карфагена в Рим. В 203 году до н. э. Публий стал претором и получил по результатам жеребьёвки наместничество в Сардинии. С этого острова он регулярно направлял подкрепления и продовольствие для армии Публия Корнелия Сципиона, действовавшего тогда в Африке. Его полномочия были продлены на следующий год; Лентул во главе усиленного флота сам переправился в Африку вскоре после решающей битве при Заме и присоединился к Сципиону. В 201 году до н. э. он вернулся в Рим.
Следующее упоминание о Лентуле относится к 196 году до н. э. Публий был в числе десяти легатов, которые занимались вместе с проконсулом Титом Квинкцием Фламинином политическим переустройством греческого мира после Второй Македонской войны. Он предоставил свободу городу Баргилия в Карии, а оттуда отправился в Лисимахию, чтобы принять участие в переговорах с царём Антиохом. В 189 году до н. э., согласно Ливию, некто Публий Корнелий Лентул был в числе легатов, организовывавших совместно с Гнеем Манлием Вульсоном новый порядок в Малой Азии после Антиоховой войны. Однако этот нобиль помещён в конец списка, после квесториев (бывших квесторов), и поэтому существует гипотеза, что речь не о Лентуле Кавдине.
Возможно, именно Лентула Кавдина имеет в виду Марк Туллий Цицерон, когда называет в своём трактате «Брут» в числе старших современников Катона Цензора Публия Лентула. Речь Катона «Против Лентула», произнесённая перед цензорами и процитированная Авлом Геллием, могла быть направлена против Публия Корнелия.